# 鄭準澤

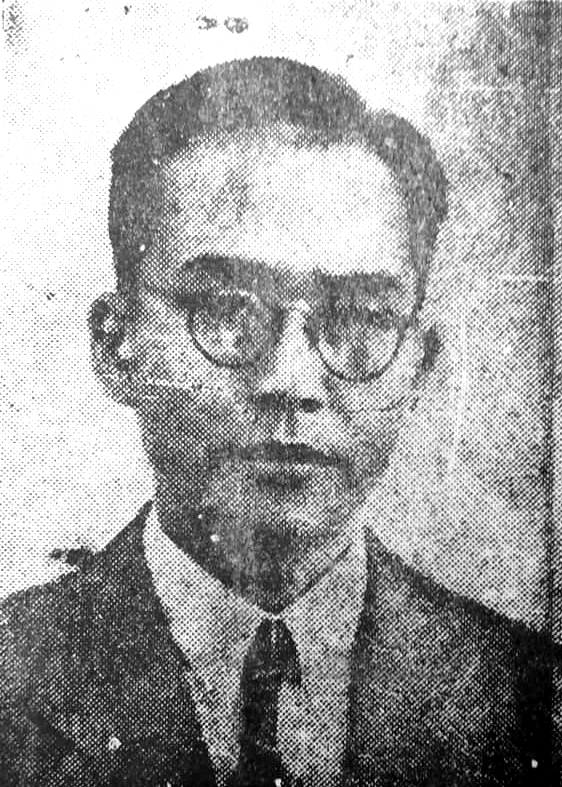
1948年ごろ

鄭 準澤（チョン・ジュンテク、朝鮮語: 정준택、1911年 - 1973年1月11日）は、朝鮮民主主義人民共和国の公務員、政治家。第1・2・3・4・5期最高人民会議代議員、初代国家計画委員会委員長、第6・7代副総理。

## 経歴
出身地についてさまざまな異説がある。1948年9月に内閣国家計画委員長、1957年9月20日朝鮮民主主義人民共和国内閣第5代副総理、1958年10月6代副総理、1962年10月23日第7代副総理に選出された。 1962年10月には再び国家計画委員長に選出された。 1973年、平壌で心臓麻痺により死去。享年61。